# Trias
| Fanerozoikum                 | Fanerozoikum       | Fanerozoikum | Fanerozoikum      |
| Eon                          | Era                | Period       | Miljoner år sedan |
| ---------------------------- | ------------------ | ------------ | ----------------- |
| Fanero- zoikum               | Kenozoikum         | Kvartär      | 2,6–0,0           |
| Fanero- zoikum               | Kenozoikum         | Neogen       | 23–2,6            |
| Fanero- zoikum               | Kenozoikum         | Paleogen     | 66–23             |
| Fanero- zoikum               | Mesozoikum         | Krita        | 145–66            |
| Fanero- zoikum               | Mesozoikum         | Jura         | 201–145           |
| Fanero- zoikum               | Mesozoikum         | Trias        | 252–201           |
| Fanero- zoikum               | Paleozoikum        | Perm         | 299–252           |
| Fanero- zoikum               | Paleozoikum        | Karbon       | 359–299           |
| Fanero- zoikum               | Paleozoikum        | Devon        | 419–359           |
| Fanero- zoikum               | Paleozoikum        | Silur        | 444–419           |
| Fanero- zoikum               | Paleozoikum        | Ordovicium   | 485–444           |
| Fanero- zoikum               | Paleozoikum        | Kambrium     | 541–485           |
| Protero- zoikum              | Neoprotero- zoikum | Ediacara     | tidigare          |
| Se även Geologisk tidsskala. |                    |              |                   |

Trias (252 miljoner till 201 miljoner år sedan) är en geologisk period som varade i ungefär 51 miljoner år. Namnet trias kommer från siffran tre och hänför sig till de tre distinkta lagerserier som var tydliga i mellaneuropa, och som utgör grunden för uppdelning av trias i epoker. Trias kom efter perioden perm och var den första perioden i den nya eran Mesozoikum. Gränsen mellan perioderna perm och trias kännetecknas av det största massutdöendet i jordens historia, perm–trias-utdöendet. Cirka 95 % av jordens då levande arter dog ut. Trias var därför en period då livet återhämtade sig och en rad nya organismer kunde utvecklas, däribland dinosaurier och mindre däggdjur. Basen av trias är definierad till den första förekomsten av konodontarten Hindeodus parvus. Den globala referenspunkten (GSSP) finns i Changxing i den kinesiska provinsen Zhejiang och ratificerades 2001.

## Geologi
| Trias 252 – 201 miljoner år före nutid | Trias 252 – 201 miljoner år före nutid | Trias 252 – 201 miljoner år före nutid | Trias 252 – 201 miljoner år före nutid |
| Period (System)                        | Epok (Serie)                           | Ålder (Etage)                          | Miljoner år sedan                      |
| -------------------------------------- | -------------------------------------- | -------------------------------------- | -------------------------------------- |
| Jura                                   | Äldre jura                             | Hettang                                | senare                                 |
| Trias                                  | Yngre trias                            | Rät                                    | 208–201                                |
| Trias                                  | Yngre trias                            | Nor                                    | 227–208                                |
| Trias                                  | Yngre trias                            | Karn                                   | 237–227                                |
| Trias                                  | Mellersta trias                        | Ladin                                  | 242–237                                |
| Trias                                  | Mellersta trias                        | Anis                                   | 247–242                                |
| Trias                                  | Äldre trias                            | Olenek                                 | 251–247                                |
| Trias                                  | Äldre trias                            | Indus                                  | 252–251                                |
| Perm                                   | Loping                                 | Changxing                              | tidigare                               |

### Stratigrafi
Trias delas upp i följande epoker:
- Yngre trias eller Övre trias, regionalt i Europa kallat Keuper
- Mellersta trias, regionalt i Europa kallat Muschelkalk
- Äldre trias eller Undre trias, regionalt i Europa kallat Buntsandstein.

## Sverige
Från Äldre trias och Mellersta trias finns kända lagerföljder i Sverige endast på stort djup i Skåne, vilka har blivit undersökta via borrhål. Dessa lagerföljder avsattes i ett varmt halvökenklimat. 
Under Yngre trias, i synnerhet under den sista åldern Rät, blev klimatet fuktigt subtropiskt. Från denna tidsålder finns Skånes stenkolsförande formation, som är ytligt belägen i sydvästra Skåne och stratigrafiskt känd som Höganäsformationen.

## Paleogeografi

Pangea

Under den tidiga delen av trias var jordens kontinentalplattor samlade i den stora superkontinenten Pangea.  Denna superkontinent sträckte sig från pol till pol och hade formen av ett C, och hade därmed lika långa delar söder och norr om ekvatorn. Pangea omringades av Panthalassa, ett hav lika stort som alla jordens nuvarande hav tillsammans. För omkring 230 miljoner år sedan började Pangea brytas upp till flera mindre kontinenter. Pangea var inte den första superkontinenten i jordens historia, utan en i raden av kontinentansamlingar.

## Habitat
Tidiga barrträd fanns, kottepalmer, fräkenväxter och ormbunkar. Fåglar fanns inte ännu, utan luften dominerades av tidiga flygödlor. Gräs fanns inte heller. Landskapet liknade ett ökenlandskap med ett subtropiskt klimat. I och med att alla kontinenter satt ihop, kunde de dåvarande arterna vandra fritt över hela jordens landyta.

## Fauna
Sedan perm-trias-utdöendet hade livet på jorden reducerats kraftigt. 95% dog ut på grund av höga koldioxidnivåer. Fossila fynd från den här tiden är väldigt likartade, vilket tyder på att mycket få familjer överlevde massutdöendet.
Ungefär samtidigt som Pangea bröts upp utvecklades de första dinosaurierna. De första däggdjuren kom, ur ett geologiskt tidsperspektiv, inte långt efter, för ca 210 miljoner år sedan.

### Terrestrisk fauna
Grodor, salamandrar, krokodiler, sköldpaddor och ormar utvecklades och levde vid kustlandskap, i sjöar och floder. Under äldre trias utvecklades en grupp flygande reptiler, Pterosaurierna, som överlevde till slutet av Mesozoikum.

### Vattenlevande fauna
Under mellersta till yngre trias visas den första utvecklingen av moderna koraller samt en blygsam revbildning i Tethyshavets grunda vatten nära Pangeas kust.  Havet myllrade av ammoniter, blötdjur och sjöborrar som hade överlevt utrotningen och som sedan snabbt diversifierades.
Under äldre trias återvände en grupp reptiler av ordningen Ichthyosauria till havet. Fossilfynd av tidiga ichthyosaurier är ödlelika och har tydliga likheter med sina förfäder tetrapoderna (tetrapoda). Studier av deras ryggkotor tyder på att de troligen simmade genom att röra hela kroppen från sida till sida, likt en modern ål. Senare under trias utvecklades ichthyosaurierna till rena marinlevande djur med delfinliknande kroppar och långtandade nosar. Ryggkotorna indikerar att de simmade mer som en fisk, genom att använda stjärtfenan för att förflytta sig framåt. Frambenen var starka och fenformade men bakbenen var primitiva. Dessa strömlinjeformade rovdjur andades luft och födde levande ungar likt dagens delfiner och valar. Under mellersta trias dominerade ichthyosaurierna haven. Ett släkte, Shonisaurus, var upp till 15 meter långa och vägde förmodligen nära 27 ton. Plesiosaurier bebodde även dessa hav men de var inte lika stora som senare under jura. Dessa livnärde sig på fisk och forntida bläckfiskar.
Längst ner i näringskedjan myllrade det av växtplankton. Två av de största grupperna finns i haven än idag.

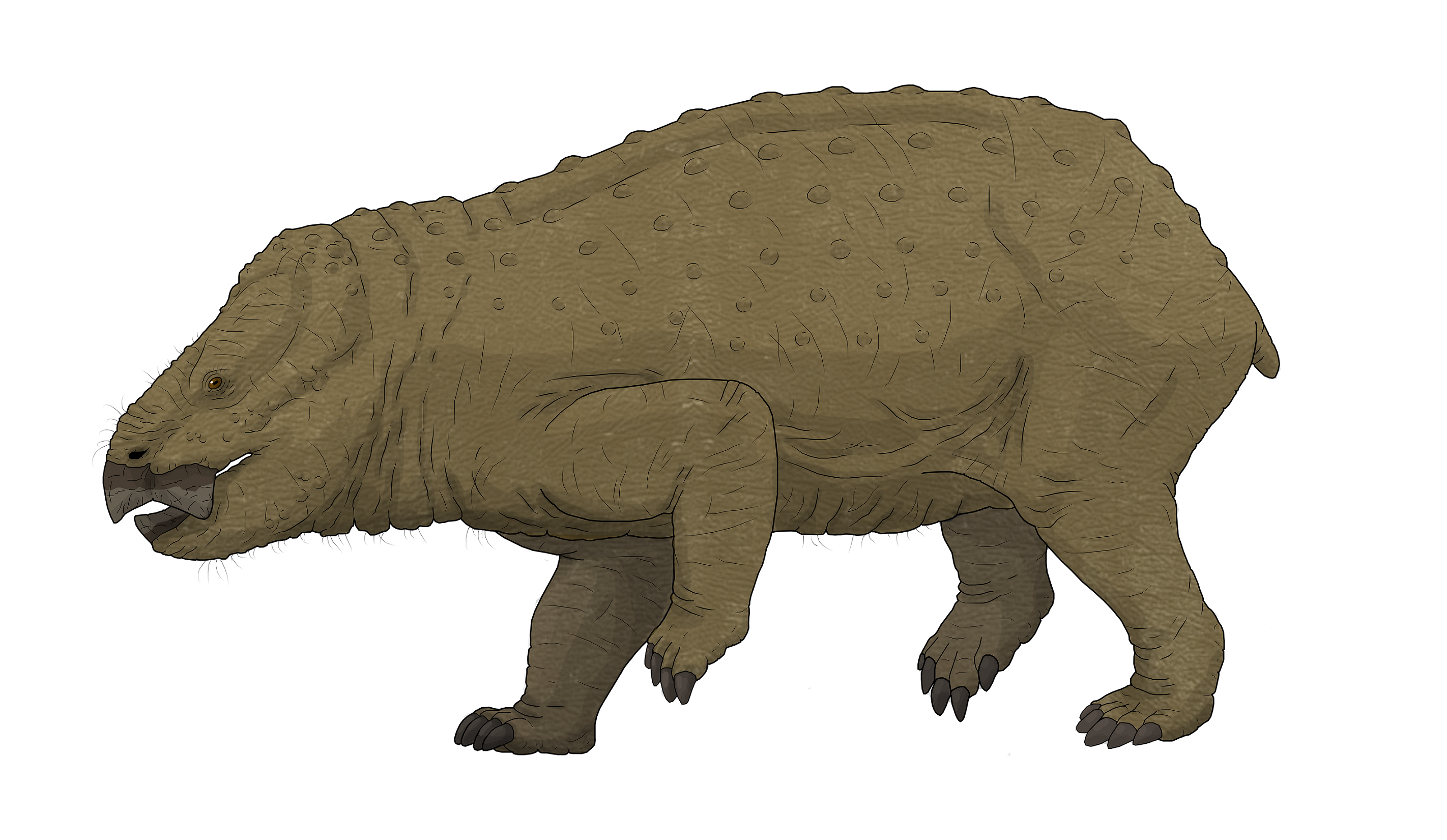
Lisowicia, en dicynodont från trias, som levde i vad som skulle komma att bli Polen.
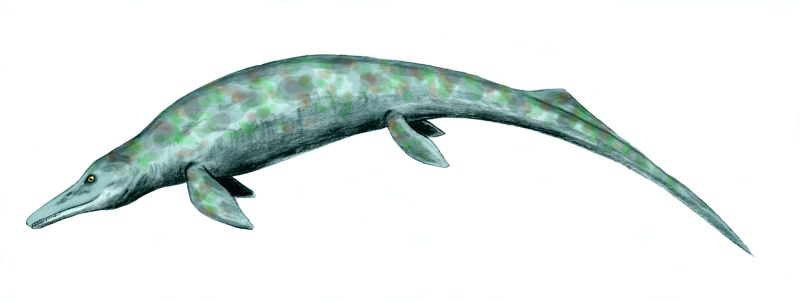
Cymbospondylus, en ichthyosaurie som levde under trias i vad som skulle komma att bli Nevada.
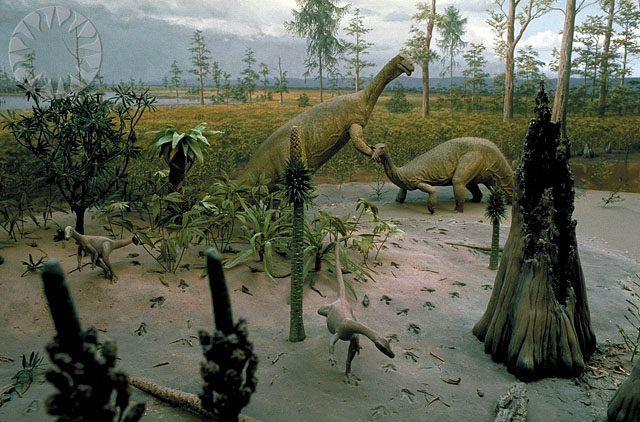
Illustration av hur det skulle kunna ha sett ut under trias.